# Jacques Falquet
Pour les articles homonymes, voir Falquet.
Jacques Falquet, né à Versailles en 1955, est un conteur, formateur, conférencier, chercheur et traducteur québécois.

## Biographie
Né en 1955 à Versailles, en France, Jacques Falquet déménage au Québec à l'âge de onze ans. Il étudie les arts dramatiques à Sainte-Thérèse.
Il fait la découverte de l'univers du conte grâce à un atelier suivi avec Denis Franco, en 2001.
Dès le début de sa carrière de conteur, il s’engage dans le milieu du conte au Québec ; membre fondateur du Regroupement du conte au Québec (RCQ), il en sera membre du conseil d’administration pendant huit ans et en occupera le poste de président en 2007-2008. Parallèlement, il programme, organise et anime également les Mardis du conte à Hull, ainsi que les Contes nomades à Ottawa de 2002 à 2008 ,, au Centre national des arts à Ottawa.
Il collabore à de nombreux spectacles collectifs, notamment avec Tedd Robinson, Sonia St-Michel, Isabelle Bélisle, Jean Cloutier, Danièle Vallée et les Jack Mistigris, entre autres.
Ce sont les travaux et la recherche de l'ethnologue les Suzie Platiel qui incitent le conteur à animer des ateliers de conte dans les écoles primaires. Selon elle, les contes permettent aux enfants de renforcer leurs liens sociaux, tout en leur apprenant très jeunes comment s'exprimer et raconter.
En plus de sa carrière de conteur, Jacques Falquet anime des tables-rondes et donne des formations, notamment auprès du RCQ, dans le cadre du Festival de contes du Centre franco-ontarien de folklore et à la Maison des arts de la parole de Sherbrooke . Il a suivi  des classes de maîtres auprès de Jihad Darwiche, Michel Hindenoch et Pol Pelletier, en plus d'être traducteur et interprète à la pige .
En 2016, il est membre du jury pour le prix Jacques-Poirier Outaouais aux côtés d'Hélène Rioux et de Catherine Voyer-Léger.

## Œuvres
- (en) Jacques Falquet (trad. du français par Carolyn Guillet, ill. Josée Desjardins), Herbarium revisited : Josée Desjardins [« L'herbier imaginaire : Josée Desjardins »], Montréal, J. Desjardins, 1998, 45 p.
- Jacques Falquet, « Comment parler du conte au Québec, aujourd’hui », Bulletin du RCQ, Montréal,‎ mars-avril 2010, p. 9-11 (lire en ligne  [PDF])
- Jacques Falquet, Conter pour les enfants petits et grands: guide pour les parents, les éducatrices et les bibliothécaires, Sudbury, Centre franco-ontarien de folklore, 2019 (ISBN 9782895671343)
- Jacques Falquet, Les chasse-galerie, Gatineau, Contes nomades, 2005[11]
- Jacques Falquet, Chitrangada, l'amour sans armure, Gatineau, Salle jean-Desprez, 2009[12]

## Réception critique
En 2009, il écrit Comment parler du conte au Québec aujourd'hui, « un texte qui tente de comprendre la pratique actuelle du conte au Québec, d'en délimiter les possibles et les approches.» Son travail a été présenté dans le cadre de la Rencontre internationale sur le conte, qui avait lieu à Sherbrooke.
Considérée comme « un jalon important dans la réflexion critique », la grille du conteur permet de « tenir compte de la multiplicité des formes que peut prendre le conte au Québec » en classant les pratiques dans trois grandes catégories : la matière, la manière et la connivence.
Son ouvrage Conter pour les enfants petits et grands: guide pour les parents, les éducatrices et les bibliothécaires, est un outil pédagogique qui outille sur les différentes façons de choisir un conte pour son public, de se préparer à conter et de terminer une séance de contes.